# Jeff Bridges
Jeffrey Leon Bridges (Los Angeles, 4 de dezembro de 1949) é um ator e músico estadunidense, conhecido por protagonizar filmes como The Last Picture Show (br: A Última Sessão de Cinema), Thunderbolt and Lightfoot (br: O Último Golpe), Tron (br: Tron - Uma odisseia eletrônica), Starman (br: Starman - O homem das estrelas), The Fabulous Baker Boys (br: Susie e os Baker Boys), The Fisher King (br: O Pescador de Ilusões), Fearless (br: Sem medo de viver), The Big Lebowski (br: O Grande Lebowski), Iron Man (br: Homem de Ferro), Crazy Heart (br: Coração Louco), Tron: Legacy (br: Tron: O Legado) e True Grit (br: Bravura Indômita). Filho do também famoso ator Lloyd Bridges e da escritora Dorothy Simpson, possui uma estrela na Calçada da Fama e um Oscar de Melhor Ator.

## Biografia
Jeffrey Leon Bridges nasceu em Los Angeles, Califórnia, no dia 4 de dezembro de 1949. Na juventude pertenceu à Guarda Costeira dos Estados Unidos. Bridges começou o seu primeiro papel se destacando como um policial em 1969, com Silent Night, Lonely Night. Em 1971, surgiu a grande oportunidade para Jeff viver o personagem Duanne em The Last Picture Show (br: A Última Sessão de Cinema), realizado pelo crítico e diretor Peter Bogdanovich. Nas décadas de 1970 e 80, foi o protagonista de aventuras como King Kong, Tron (br: Tron - Uma odisseia eletrônica) e Starman (br: Starman - O Homem das Estrelas). Esses trabalhos fizeram com que fosse finalista para o Oscar de melhor ator de 1984. Na década de 1980, Jeff passou a atuar em filmes mais ambiciosos como Jagged Edge (br: O Fio da Suspeita), com Glenn Close, The Morning After (br: A Manhã Seguinte), com Jane Fonda, e Tucker: The Man and His Dream (br: Tucker - Um Homem e seu Sonho), de Francis Ford Coppola. Mais tarde, obteve êxito fazendo parceria com o irmão Beau em The Fabulous Baker Boys (br: Susie e os Baker Boys), ao lado de Michelle Pfeiffer. Jeff é capaz de aparecer sem o menor glamour em filmes como The Fisher King (br: O Pescador de Ilusões) e The Big Lebowski (br: O Grande Lebowski), e extremamente bem vestido em The Mirror Has Two Faces (br: O Espelho tem duas Faces), ao lado de Barbra Streisand. Sua personificação de Jeffrey Lebowski no filme O Grande Lebowski (1998) está na 55ª posição da Premiere Magazine, como uma das 100 Maiores Caracterizações do Cinema de Todos os Tempos. Foi indicado ao Oscar de melhor ator em 1984, por sua atuação em Starman - O homem das estrelas. Já foi indicado quatros vezes ao Oscar de melhor ator coadjuvante: em 1971, por The Last Picture Show, em 1974, por Thunderbolt and Lightfoot, em 2001, por The Contender e em 2017, por Hell or High Water. Possui uma estrela na Calçada da Fama, localizada em 7065 Hollywood Boulevard. Apesar de ter tido essas nomeações, somente em 2010, Bridges conseguiria alcançar o almejado prêmio com o filme Crazy Heart (br: Coração Louco) de Scott Cooper, no qual desempenha o papel de um cantor com problemas alcoólicos que já foi uma estrela da música country e que tenta recomeçar a vida, além de ter ganho o Oscar de melhor ator, venceu um Globo de Ouro de melhor ator em filme dramático e o Prêmio SAG de melhor ator principal em cinema. Em 2011, Jeff Bridges recebeu sua terceira indicação ao Oscar de melhor ator pelo trabalho que fez em True Grit (br: Bravura Indômita), de Joel e Ethan Coen, que já o haviam dirigido antes em O Grande Lebowski. O filme traz Bridges no papel do xerife beberrão Rooster Cogburn no western ambientado na era pós-Guerra Civil Americana, uma virada de 180 graus em relação ao seu papel de ás da tecnologia preso em uma armadilha computadorizada que ele mesmo criou no futurista Tron: Legacy (br: Tron: O Legado).

## Vida pessoal
Bridges casou-se com Susan Geston em 1977. Em 19 de outubro de 2020, Bridges anunciou que havia sido diagnosticado com linfoma e passou por quimioterapia. Bridges também anunciou que contraiu COVID-19 durante o tratamento e observou que foi uma experiência difícil que, segundo ele, fez o câncer "parecer um pedaço de bolo". Ele disse que agora está totalmente vacinado contra o COVID-19.

## Carreira

### Cinema
- 1951 - The Company She Keeps (br: Carne e a Alma)
- 1971 - The Last Picture Show (br: A Última Sessão de Cinema)
- 1972 - Fat City (br: Cidade das ilusões - pt: A Cidade Viscosa)
- 1972 - Bad Company (br: Em má companhia)
- 1973 - The Last American Hero (br: O Importante é Vencer)
- 1974 - Thunderbolt and Lightfoot (br: O Último Golpe - pt: A Última Golpada)
- 1976 - King Kong (br/pt: King Kong)
- 1976 - Stay Hungry (br: O Guarda-Costas)
- 1979 - Winter Kills (br: Morte no Inverno)
- 1980 - Heaven's Gate (pt: As Portas do Céu)
- 1982 - Tron (br: Tron - Uma Odisséia Eletrônica)
- 1982 - The Last Unicorn (br: O Último Unicórnio) (voz)
- 1982 - Kiss Me Goodbye (br: Meu Adorável Fantasma)
- 1984 - Starman (br: Starman - O Homem das Estrelas - pt: Starman, o Homem das Estrelas)
- 1984 - Against All Odds (br: Paixões violentas - pt: Vidas em jogo)
- 1985 - Jagged Edge (br: O Fio da Suspeita - pt: O Fio do Suspeito)
- 1986 - 8 Millions Ways to Die (br: Morrer Mil Vezes - pt: 8 Milhões de Maneiras para Morrer)
- 1986 - The Morning After (br/pt: A Manhã Seguinte)
- 1987 - Nadine (br: Nadine - Um Amor à Prova de Balas)
- 1988 - Tucker: The Man and His Dream (br: Tucker - Um Homem e seu Sonho - pt: Tucker, um Homem e o seu Sonho)
- 1988 - The Bodyguard
- 1989 - The Fabulous Baker Boys (br: Susie e os Baker Boys — pt: Os Fabulosos Irmãos Baker)
- 1990 - Texasville (br: Texasville - A Última Sessão de Cinema Continua - pt: Texasville)
- 1991 - The Fisher King (br: O Pescador de Ilusões - pt: O Rei Pescador)
- 1992 - American Heart (br: Nada a Perder)
- 1993 - The Vanishing (br:O Silêncio do Lago - pt: A Desaparecida)
- 1993 - Fearless (br/pt: Sem Medo de Viver )
- 1994 - Blown Away (br: Contagem Regressiva)
- 1995 - Wild Bill (br: Wild Bill - Uma Lenda do Oeste)
- 1996 - The Mirror Has Two Faces (br: O Espelho Tem Duas Faces - pt: As Duas Faces do Espelho)
- 1996 - White Squall (br: Tormenta)
- 1998 - The Big Lebowski (br/pt: O Grande Lebowsky)
- 1999 - Arlington Road (br/pt: O Suspeito da Rua Arlington)
- 1999 - Simpatico (br: Simpático)
- 2000 - The Contender (br: A Conspiração - pt: O Jogo do Poder)
- 2001 - K-PAX (br: K-Pax - O Caminho da Luz - pt: K-PAX - Um Homem do Outro Mundo)
- 2001 - Scenes of the Crime
- 2003 - Masked and Anonymous
- 2003 - Seabiscuit (br: Alma de Herói - pt: Nascido para Ganhar)
- 2004 - The Door in the Floor (br: Provocação - pt: A Porta no Chão)
- 2005 - The Moguls
- 2005 - Tideland (pt: Contraponto)
- 2006 - Stick It (pt: Stick It!)
- 2007 - Surf's Up (br: Tá Dando Onda) (voz)
- 2008 - How to Lose Friends & Alienate People (br: Um Louco Apaixonado)
- 2008 - Iron Man (pt: Homem de Ferro)
- 2009 - Crazy Heart (br: Coração Louco)
- 2009 - The Men Who Stare at Goats (br: Os Homens que encaravam cabras)
- 2010 - Tron Legacy (br: Tron: O Legado)
- 2010 - True Grit (br: Bravura Indômita)
- 2013 - R.I.P.D. - (br: R.I.P.D. - Agentes do Além)
- 2014 - The Giver (br: O Doador de Memórias)
- 2015 - Seventh Son (br/pt: O Sétimo Filho)
- 2015 - Le Petit Prince (br: O Pequeno Príncipe - pt: O Principezinho) (voz)
- 2016 - Hell or High Water (br: A Qualquer Custo - pt: Hell or High Water - Custe o Que Custar!)
- 2017 - Kingsman: The Golden Circle  (br: Kingsman - O Círculo Dourado )
- 2017 - Only The Brave (br: Homens De Coragem)
- 2018 - Bad Times at the El Royale (br: Maus Momentos no Hotel Royale)

### Discografia
Álbuns de estúdio
| Título                                       | Detalhes                                                                                   | Posições nas paradas | Posições nas paradas | Posições nas paradas | Posições nas paradas |
| Título                                       | Detalhes                                                                                   | US Country           | US                   | US Folk              | US Rock              |
| -------------------------------------------- | ------------------------------------------------------------------------------------------ | -------------------- | -------------------- | -------------------- | -------------------- |
| Be Here Soon                                 | - Lançamento: 29 de fevereiro de 2000 - Gravadora: Ramp Records - Formatos: CD, cassete    | —                    | —                    | —                    | —                    |
| Jeff Bridges                                 | - Lançamento: 16 de agosto de 2011 - Gravadora: Blue Note Records - Formatos: CD, download | 10                   | 25                   | 2                    | 5                    |
| "—" lançamentos que não entraram nas paradas |                                                                                            |                      |                      |                      |                      |

### Singles
| Ano  | Single                              | Álbum        |
| ---- | ----------------------------------- | ------------ |
| 2011 | "What a Little Bit of Love Can Do"A | Jeff Bridges |

#### Videoclipes
| Ano  | Título                             | Diretor        |
| ---- | ---------------------------------- | -------------- |
| 2011 | "What a Little Bit of Love Can Do" | Alan Kozlowski |

## Prêmios e Indicações

#### Oscar
| Ano  | Categoria               | Trabalho                  | Notas    |
| ---- | ----------------------- | ------------------------- | -------- |
| 1972 | Melhor Ator Coadjuvante | The Last Picture Show     | Indicado |
| 1975 | Melhor Ator Coadjuvante | Thunderbolt and Lightfoot | Indicado |
| 1985 | Melhor Ator             | Starman                   | Indicado |
| 2001 | Melhor Ator Coadjuvante | The Contender             | Indicado |
| 2010 | Melhor Ator             | Crazy Heart               | Venceu   |
| 2011 | Melhor Ator             | True Grit                 | Indicado |
| 2017 | Melhor Ator Coadjuvante | Hell or High Water        | Indicado |

#### Globo de Ouro
| Ano  | Categoria                                  | Indicação          | Notas    |
| ---- | ------------------------------------------ | ------------------ | -------- |
| 1985 | Melhor Ator em Cinema - Drama              | Starman            | Indicado |
| 1992 | Melhor Ator em Cinema - Comédia ou Musical | The Fisher King    | Indicado |
| 2001 | Melhor Ator Coadjuvante em Cinema          | The Contender      | Indicado |
| 2010 | Melhor Ator em Cinema - Drama              | Crazy Heart        | Venceu   |
| 2017 | Melhor Ator Coadjuvante em Cinema          | Hell or High Water | Indicado |
| 2023 | Melhor Ator em Série Dramática             | The Old Man        | Indicado |

#### Emmy
| Ano  | Categoria                              | Indicação   | Notas    |
| ---- | -------------------------------------- | ----------- | -------- |
| 2010 | Melhor Ator em Minissérie ou Telefilme | A Dog Year  | Indicado |
| 2023 | Melhor ator em série de drama          | The Old Man | Indicado |

#### Prêmios Critics' Choice Movie
| Ano  | Categoria                  | Trabalho              | Notas  |
| ---- | -------------------------- | --------------------- | ------ |
| 2023 | Lifetime Achievement Award | Pelo Conjunto da Obra | Venceu |

#### Prêmios Critics' Choice Television
| Ano  | Categoria                      | Trabalho    | Notas    |
| ---- | ------------------------------ | ----------- | -------- |
| 2023 | Melhor Ator em Série Dramática | The Old Man | Indicado |